# Shiness
Shiness: The Lightning Kingdom  est un jeu vidéo de type action-RPG en 3D développé par le studio Enigami et édité par Focus Home Interactive. 
Inspiré du web manga éponyme de l’auteur Samir Rebib, Shiness est sorti le 18 avril 2017 sur PC, PlayStation 4 et Xbox One. Le jeu reçoit des critiques mitigées et est un échec commercial, provoquant la liquidation judiciaire d'Enigami la même année.

## Système de jeu
Le jeu rend hommage aux jeux de rôle des années 1990. Enigami affirme que le titre est inspiré de licences comme The Legend of Zelda, Final Fantasy et Naruto: Ultimate Ninja Storm.
Shiness alterne entre des phases d'exploration et de combat, le joueur peut choisir d'avoir jusqu'à trois personnages actifs en même temps sur les cinq jouables et peut alterner entre les trois. Lors des phases d'exploration, il peut interagir avec des PNJs, attraper des animaux pour récupérer des matières utiles ou utiliser les capacités du personnage qu'il contrôle pour résoudre certaines énigmes (invoquer des menhirs avec Chado, manipuler des flux de shi avec Poky, etc...), tandis que lors des phases de combat, il contrôle les actions d'un personnage (mouvements, attaques, utilisation d'objets...) pendant que les autres lui prêtent main-forte en le soignant ou lui procurant des bonus. Il est possible de régler les actions des alliés pour déterminer dans quelles conditions ils peuvent se rendre utiles, par exemple en faisant en sorte qu'ils ne soignent le personnage contrôlé par le joueur que si ses points de vie sont en-dessous d'un certain pourcentage.
Les ennemis sont visibles lors des phases d'exploration et les combats se déclenchent s'ils entrent en contact avec le joueur ou si ce dernier les attaque en premier, ils se déroulent en temps réel à un contre un dans une arène. Lors des combats, les personnages possèdent une jauge de tension qui se remplit quand ils assènent ou reçoivent des attaques physiques, ils peuvent effectuer au prix d'une portion de cette jauge une parade capable d'annuler les dégâts d'une attaque ennemie quand elle est déclenchée au bon moment. La tension peut aussi être consommée pour effectuer des attaques spéciales appelées techniques, qui requièrent une combinaison de boutons, ou pour lancer une attaque très puissante appelée hyper, qui requiert un QTE et consomme une grande quantité de tension. Le joueur a donc le choix entre utiliser sa tension pour se défendre et pour attaquer, et l'épuiser le handicape.
Les personnages possèdent aussi 4 jauges de shi, l'équivalent de la magie dans l'univers de Shiness. Chaque jauge correspond à un élément (air, eau, terre et feu), et un personnage peut lancer un sort offensif ou régénérant consommant du shi d'un ou deux éléments (le shi de foudre consomme à la fois du shi d'air et de feu, et celui de plante à la fois du shi d'eau et de terre). L'arène du combat change fréquemment de couleur, ce qui influe sur l'efficacité des éléments, par exemple le shi de feu est plus efficace quand l'arène est rouge. Un personnage peut se recharger en shi au cours du combat, et la couleur de l'arène accélère le rechargement du shi correspondant, par exemple le shi d'eau se recharge plus vite quand l'arène est bleue. Un personnage peut choisir d'utiliser jusqu'à 4 sorts différents en combat, et chaque personnage possède une affinité avec un élément qui augmente quand il se sert souvent du shi correspondant, par exemple un personnage avec une forte affinité avec la terre verra ses sorts de shi de terre devenir plus efficaces et sera moins sensible aux sorts de shi de terre ennemis. Cependant, quand l'affinité d'un personnage avec un élément augmente, ses affinités avec les autres diminuent.
Au fil de l'aventure, le joueur peut découvrir des disciplines physiques ou de shi. En munissant un personnage d'une discipline, ce dernier devient capable d'utiliser la technique ou le sort correspondant et quand il le fait suffisamment, la discipline est maitrisée et il n'a plus besoin d'en être muni pour s'en servir, elle peut donc être récupérée par un autre personnage pour l'apprendre à son tour. Les sorts peuvent ainsi tous être appris par n'importe quel personnage, en revanche la plupart des techniques sont réservées à des personnages précis, ils ont donc chacun un style de combat différent.

## Univers

### Mahera
Shiness se déroule sur la planète Mahera, peuplée de diverses espèces intelligentes ayant appris à maitriser le shi, l'énergie vitale de la planète, divisé en 4 éléments primaires. L'équilibre des éléments fut jadis rompu, fragmentant Mahera en îles flottant dans le cosmos appelées meteoras, le jeu se déroule sur celle de Gendys, en guerre contre celle d'Adorya.
Si le shi est essentiel à la vie, il existe aussi un shi obscur, né des émotions négatives, qui corrompt les êtres vivants et les change en monstres. Gendys est particulièrement affectée par le shi obscur depuis un mystérieux phénomène nommé l'Éveil de Gendys, la guerre contre les adoryens commença quand ces derniers refusèrent d'accueillir les gendyens tentant de fuir leur meteora.
Les morts voient leurs âmes retourner au shi, et une fleur appelée bloodor pousse à l'endroit de leur décès. Les êtres morts à des endroits où les bloodors ne peuvent pas prendre racine peuvent devenir des morts-vivants appelés souvenirs errants.
Des légendes prétendent qu'il existe quelque part en Mahera un lieu aux grands pouvoirs nommé les Terres de Vie, dont seules les Shiness connaissent le chemin.

### La langue maherienne
Le maherien est une langue construite spécialement conçue pour le jeu par Déborah Lebon et Clément Michard. Il possède son propre alphabet et certaines curiosités comme des chiffres duodécimaux.   
On entend quatre dialectes mutuellement intelligibles du maherien dans le jeu: celui des humains, celui des shelks, celui des wakis et leur ancêtre commun, celui des Shiness. Du maherien écrit apparait dans les décors et certaines animations du jeu, les personnages lancent souvent des interjections en maherien en combat (quand ils lancent un sort, quand ils utilisent un objet, etc...), et il est possible dans la version PC du jeu de mettre les voix des cinématiques en maherien à l'aide d'un DLC.   

### Les espèces
Des représentants de trois espèces de Mahera sont jouables dans Shiness, et ceux d'autres apparaissent comme alliés ou adversaires.
- Les humains, bâtisseurs de grandes civilisations implantés sur plusieurs meteoras. Ils sont de loin l'espèce la plus répandue du jeu, certains sont fidèles à Mantara et d'autres à Adorya.
- Les shelks, sortes de félins humanoïdes originaires de la meteora de Nalluka et dotés d'une grande espérance de vie et d'une affinité naturelle pour l'air. Ils possèdent un grand savoir sur le shi et sont prêts à enfreindre ses lois pour une cause juste, notamment en créant Mantara, une mantis (animal volant ressemblant à une baleine) géante capable d'abriter les réfugiés gendyens.
- Les wakis, sortes de petits ours humanoïdes originaires de la meteora de Kimpao. On les rencontre rarement hors de leur meteora car ils sont peu intéressés par ce qui arrive hors de chez eux.
- Les gromizs, des êtres belliqueux et peu malins vivant surtout sous terre dans les tunnels qu'ils creusent grâce à leur maitrise du shi de terre. Normalement trop bêtes pour être dangereux, ils peuvent devenir une menace sous le commandement d'un chef malintentionné.
- Les isolitos, des êtres espiègles vivant dans un village dans la plaine de Gendys. Ils sont parfois en conflit avec leurs voisins mais peuvent aussi s'allier aux protagonistes pour une cause commune.
- Les pouis, des oiseaux capables de voir le passé, ce qui leur vaut malheureusement l'attention des braconniers. Seul le plus âgé d'entre eux, le Grand Poui, sait parler le maherien et peut donc renseigner les protagonistes sur certains évènements anciens.
- Les shirus, des êtres se nourrissant de souvenirs et offrant aux protagonistes de préserver les leurs, faisant office de points de sauvegarde.
- Les Shiness, les 4 esprits des éléments. Elles seules savent où sont les Terres de Vie, et seules quelques personnes exceptionnelles, les appelés des Shiness, peuvent les voir et les entendre. Elles parlent toujours d'elles au pluriel car elles considèrent qu'elles font partie d'un tout.

### Les personnages jouables
- Chado est un waki aventureux de 11 cycles (équivalents maheriens des années) qui découvre qu'il peut voir la Shiness Terra car il est l'appelé de la terre. Pris pour un fou par les autres wakis, il accepte de quitter Kimpao pour conduire Terra aux Terres de Vie, où il espère revoir sa mère décédée. Chado maitrise la technique du shi-menhiro, qui lui permet d'invoquer des menhirs et de s'en servir comme projectiles ou contrepoids. Il dit aussi être le meilleur pilote de Kimpao, cela ne convainc cependant pas Xaham de le laisser toucher aux commandes du Gendoka.
- Poky est un waki de 10 cycles, le seul ami de Chado et le seul qui ne le croit pas fou. Moins courageux que ce dernier, il accepte néanmoins de l'accompagner dans son aventure pour voir le monde... et découvrir de nouvelles recettes. Grâce à ses outils, il peut manipuler les flux de shi pour actionner des mécanismes, et il est doué en mécanique au point d'avoir inventé l'Asanao-3, le vaisseau à bord duquel lui et Chado quittent Kimpao.
- Kayenne est un shelk de 112 cycles cherchant à conduire Rosalya aux Doyens des shelks avec l'aide des mantariens. Quand leur chemin croise celui de Chado et Poky, sa sagesse et son savoir les aident plus d'une fois. Doué de télékinésie, il peut déplacer des objets distants ou paralyser ses ennemis avec son pouvoir.
- Askel est un mercenaire adoryen de 20 cycles envoyé par le roi Ranahel retrouver Rosalya quand cette dernière fugue. Finalement plus intéressé par protéger Rosalya, pour laquelle il semble avoir un faible, il s'allie aux protagonistes, ce qui ne l'empêche pas de mal s'entendre avec Kayenne. Askel est capable d'utiliser le shi de plante pour former un fouet végétal avec lequel il peut actionner des leviers ou détrousser ses ennemis.
- Rosalya est une adoryenne de 18 cycles ayant fui son pays en compagnie de Kayenne pour échapper à un mariage arrangé avec Ayron et trouver les Terres de Vie, où elle espère être délivrée d'une malédiction: depuis son enfance, elle souffre de crises provoquant des explosions de shi. Elle est en réalité la princesse d'Adorya et vraisemblablement l'appelée de la Shiness du feu. Elle peut utiliser ses flammes pour révéler l'invisible, alimenter des machines ou désorienter ses ennemis.

### Autres protagonistes
- Terra est la Shiness de la terre, elle souhaite que Chado la conduise aux Terres de Vie. Elle peut détecter le shi obscur et guider Chado vers sa source.
- Irys et Kaorys sont les filles de Meos et dirigent les gendyens résistant à Adorya, réfugiés dans la cité volante de Mantara. Irys, plus agressive, est à la tête de l'armée mantarienne tandis que Kaorys, plus pacifiste, gouverne la cité. Irys maitrise le shi de foudre et Kaorys celui de plante, et elles peuvent décrypter les disciplines de ces éléments pour que les protagonistes puissent les apprendre.
- Mingane est la sœur de Kayenne, l'élève de Nashoba et une alliée des mantariens.
- Nashoba est un chef de guerre shelk, le frère de chasse de Kayenne et un allié des mantariens.
- Xaham est un pilote mantarien que les protagonistes peuvent appeler pour qu'il les emmène rapidement d'un bout à l'autre de Gendys à bord de son vaisseau, le Gendoka.
- Vrynn est une fossoyeuse et l'ancienne nourrice des filles de Meos. Elle prête plusieurs fois main-forte aux protagonistes dans leur quête de débarrasser la forêt de Meonis du shi obscur, voire plus tard celle d'entrer dans la cité de Laotan-Piki-Lanku en fonction des choix du joueur.
- Ajoss était jadis le scientifique du palais de Meos et le mari de Vrynn, il périt dans l'assaut du palais par les gromizs et devint un souvenir errant. Aux prises avec Vrynn, qui le prend pour un traitre, il dit chercher à réparer ses erreurs et le joueur peut choisir quel parti prendre.
- La sœur des secrets est une magicienne vivant dans la Faille des Secrets, une zone cachée optionnelle. Elle connait les réponses à toutes les questions et confirme que Rosalya est l'appelée du feu, elle peut également faire oublier aux gens les secrets qu'ils lui confient.

### Antagonistes
- Bagogue est un braconnier sans scrupule que les protagonistes rencontrent plusieurs fois, le joueur peut choisir de déjouer ses combines ou de travailler pour lui pour de l'argent facile.
- Ranahel est le roi d'Adorya. Il n'apparait quasiment pas dans le jeu mais les protagonistes ont maintes fois affaire aux forces armées qu'il envoie conquérir Gendys et capturer Rosalya.
- Meos est le roi déchu de Meonis, son royaume fut dévasté par l'armée de Zagrom et il ne pût sauver sa famille qu'au prix d'une malédiction sur lui-même. Cru mort de tous, il est en réalité toujours en vie dans son palais abandonné, corrompu par le shi obscur.
- Zagrom est le chef des gromizs, il possède un grimoire lui permettant de maitriser le shi obscur, avec lequel il détrôna son prédécesseur Ragan et détruisit le royaume de Meonis.
- Altonataros était autrefois le seigneur de la cité de Laotan-Piki-Lanku. Sous l'emprise du shi obscur, il provoqua la chute de sa propre cité et indirectement celle de tout le royaume de Meonis.
- Sabba était autrefois une humaine vivant sur le mont Shiyawo, elle fut corrompue par le shi obscur quand son fils mourut, empoisonna son mari et se mit à enlever les enfants des gens s'aventurant trop près de la montagne pour les élever comme les siens.
- Altania est la troisième fille de Meos. Contrairement à Irys et Kaorys, elle est du côté d'Adorya et est envoyée retrouver Rosalya par Ranahel. Elle n'apparait que dans le manga Shiness: Chemins Croisés, mais sa parenté avec Irys et Kaorys n'est révélée que dans le jeu.
- Ayron, de son véritable nom Adjin, est le prince d'Irallium, un allié de Ranahel et le principal antagoniste du jeu. Capable de manipuler le shi de métal et même des formes interdites de shi, il semble vouloir se venger des Shiness et leurs appelés et les traque sans relâche.

## Histoire
Quelque temps avant le début du jeu, un jeune waki du nom de Chado découvre qu'il peut voir Terra, sorte d'esprit appelé une Shiness. Terra demande à Chado de la conduire aux légendaires Terres de Vie, ce qu'il accepte quand Terra laisse croire qu'il pourrait y revoir sa mère défunte. Les autres wakis croient Chado fou, mais l'un d'eux, Poky, est quand même intéressé par partir à l'aventure avec Chado pour voir le reste du monde et l'aide à construire un vaisseau volant, l'Asanao-3.
Le vol ne se passe pas comme prévu et Chado et Poky doivent se poser d'urgence sur la meteora de Gendys. Chado tente en vain d'empêcher le vaisseau de s'écraser quand il est frappé par la foudre, tandis que Poky panique et saute. En cherchant Poky après s'être remis du crash, Chado trouve par hasard un campement militaire mantarien et est fait prisonnier par Mingane et Nashoba.
Parallèlement, Poky se réveille non loin du site du crash et rencontre Rosalya, une humaine accompagnée du shelk Kayenne. Malgré les réticences de Kayenne, Rosalya laisse Poky les accompagner jusqu'au camp mantarien, où Kayenne doit la conduire. Ils trouvent en chemin les restes de l'Asanao-3 et s'aperçoivent que le mercenaire Askel est à leurs trousses. Une fois arrivé au camp, Poky retrouve Chado, obtient sa libération et lui présente Rosalya, qui révèle que Kayenne l'a aidée à quitter son pays, Adorya, car comme Chado, elle cherche les Terres de Vie, où elle espère être délivrée d'une malédiction. Chado et Poky décident donc de continuer leur voyage avec elle.
Les deux wakis rencontrent Irys, la cheftaine des soldats mantariens, quand elle tente en vain d'appeler Mantara, une créature volante sur laquelle est bâtie la cité du même nom et où Kayenne souhaite emmener Rosalya. Terra détecte un flux de shi obscur empêchant l'appel d'Irys d'atteindre Mantara, Chado prétend donc pouvoir détecter le shi obscur pour avertir les mantariens. Chado et Poky apprennent d'Irys et Nashoba les causes de la guerre entre les mantariens et leurs voisins les adoryens: Gendys est contaminée par le shi obscur et infestée de monstres depuis un phénomène d'origine inconnue appelé l'Éveil de Gendys. Adorya a refusé d'accorder l'asile aux gendyens fuyant la catastrophe et a entrepris d'envahir Gendys après l'effondrement du royaume de Meonis, les mantariens sont les gendyens qui sont restés fidèles à la famille royale meonienne et résistent aux adoryens. Les mantariens ont une dette envers les shelks, qui créèrent Mantara avec leur maitrise du shi pour abriter les réfugiés gendyens, c'est pourquoi Irys accepte d'aider les shelks à y emmener Rosalya.
Soupçonnant les gromizs d'être la source du flux de shi obscur, Kayenne se rend à leur antre pour y enquêter et les wakis l'y suivent. Après avoir vaincu les sbires de Zagrom et échangé quelques insultes avec ce dernier, Chado, Poky et Kayenne parviennent à le vaincre et le détrôner, mais Zagrom révèle que le flux de shi obscur provient en réalité de Meos, souverain du royaume détruit de Meonis, que l'on croyait mort depuis 15 cycles. Le trio décide de se rendre dans la forêt de Meonis pour enquêter et rencontre la fossoyeuse Vrynn ainsi que son ancien époux Ajoss, devenu un souvenir errant après avoir péri dans l'attaque du palais de Meos par l'armée de Zagrom des cycles plus tôt.
Ajoss est responsable de cette attaque et souhaite réparer ses erreurs mais Vrynn ne le croit pas, en fonction des choix du joueur, ils peuvent finir par se réconcilier ou l'un des deux choisit la violence et les protagonistes n'ont pas d'autre choix que de l'affronter jusqu'à la mort, dans tous les cas, le trio trouve l'entrée du palais de Meos. Ils y découvrent qu'Irys est la fille de Meos, que l'attaque du palais eut lieu le jour de son anniversaire et qu'Ajoss disait la vérité: quand le seigneur Altonataros envoya un grimoire à Irys comme cadeau d'anniversaire, Ajoss crut qu'il cherchait à la séduire. Trouvant qu'il ferait un piètre roi, il jeta le grimoire dans l'antre des gromizs, où Zagrom le trouva et se servit de ses pouvoirs pour devenir chef des gromizs et attaquer Meonis. Zagrom força Meos à manger une arachna (sorte d'araignée) sacrée et épargna sa famille en échange, mais cet acte maudit Meos et il s'isola dans son palais.
Les protagonistes finissent par trouver Meos, mais ce dernier, devenu un monstre corrompu par le shi obscur, les attaque. Ils parviennent à le vaincre mais il n'est qu'affaibli et les poursuit à travers la forêt avant d'être achevé par Irys. Meos mort, Mantara peut à nouveau entendre l'appel d'Irys, mais Askel a profité de la situation pour pénétrer dans le camp et enlever Rosalya. Chado part à sa poursuite et triomphe de lui en apprenant au passage que Rosalya est en réalité la princesse d'Adorya, mais la malédiction de Rosalya se manifeste et provoque une explosion de shi qui assomme Chado et Askel. Chado se réveille sur Mantara et apprend qu'Askel a été capturé par les mantariens et que Rosalya est toujours inconsciente. Poky avoue par mégarde à Kayenne que Chado peut voir Terra, Kayenne prévient alors Chado qu'il est en grand danger et qu'une mystérieuse organisation traque les appelés des Shiness comme lui.
Askel affirme que seule une fleur émettant du shi de glace, la bloodor des neiges, peut ranimer Rosalya. Les protagonistes demandent donc à Kaorys, la dirigeante de Mantara et sœur d'Irys, de le libérer pour qu'il les guide au mont Shiyawo, le seul lieu où trouver la fleur. Pour aider l'équipe dans sa mission, Kaorys leur présente le pilote Xaham, qui met son vaisseau, le Gendoka, à leur disposition.
Le chemin le plus rapide vers le Shiyawo demande de traverser les ruines de la cité de Laotan-Piki-Lanku, mais on ne peut y entrer qu'avec les médaillons de Helran, Klaig et Rewald, les trois fils d'Altonataros, le seigneur de la cité. L'équipe parvient à retrouver les trois fils et à pénétrer dans la cité, et y découvre qu'Altonataros, sous l'emprise du shi obscur, en empoisonna les habitants des cycles plus tôt et envoya le grimoire à Irys pour la corrompre à son tour. Après avoir vaincu le seigneur corrompu, ils traversent la cité et arrivent au pied du Shiyawo.
Les marchands et aventuriers du coin apprennent aux protagonistes que des enfants disparaissent à proximité du Shiyawo, et Kayenne et Askel racontent aux wakis que selon les rumeurs, un monstre nommé le Korguen attaque ceux qui tentent de le gravir. L'équipe ne se décourage pas et comprend au cours de son ascension que les enfants ont été enlevés par Sabba, une humaine devenue corrompue par le shi obscur à la mort de son fils et capturant des enfants pour les élever comme les siens, et que le Korguen n'est qu'un humain qui fait croire à l'existence du monstre pour éloigner les gens de la montagne. Après un combat contre Sabba, les protagonistes obtiennent la bloodor des neiges et Sabba retourne en paix au shi en voyant Chado, le prenant pour son fils. Pendant un instant, Chado croit également revoir sa mère.
L'équipe rentre en vitesse à Mantara quand des vaisseaux adoryens survolent les montagnes, peu de temps après leur arrivée, les adoryens attaquent Mantara quand le système la rendant invisible est saboté. Chado, Poky et Kayenne s'efforcent de repousser les vaisseaux et protéger les civils, et finissent par faire face au prince Ayron en l'empêchant de tuer Askel pour le punir d'avoir échoué dans sa mission. Ayron surprend soudain Chado en révélant qu'il voit lui aussi Terra, qui le reconnait et l'appelle par son vrai nom, Adjin. Ayron affronte Chado, Poky et Kayenne et les bat.
Pendant ce temps, la bloodor des neiges fait effet et Rosalya revient à elle. En voyant la bataille, elle se décide à combattre et affronte Ayron, qui lui révèle qu'il la cherche car il croit qu'elle est l'appelée de la Shiness du feu. Rosalya refuse de le suivre et remporte le combat, et Mantara finit par plonger dans un lac, provoquant le repli des adoryens.
Si Mantara est sauvée, les pertes sont lourdes et Irys et Kaorys ont été capturées. Terra révèle à Chado qu'Ayron était un ancien appelé de la terre et qu'il la hait car elle le condamna à ne jamais rejoindre le shi quand il se mit à en pratiquer des formes interdites. Pire, non seulement Chado n'est pas le premier appelé, mais il est le 83ème et ses prédécesseurs ont péri dans leur quête des Terres de Vie. Furieux que Terra ne lui ait pas dit toute la vérité et choqué par la guerre au milieu de laquelle il s'est retrouvé, Chado envisage d'abandonner son voyage, mais Poky, Kayenne, Askel et Rosalya lui remontent le moral et conviennent d'un plan avec Xaham, Mingane et Nashoba pour secourir Irys et Kaorys: améliorer le Gendoka avec les pièces de l'Asanao-3 et se rendre à la gare de Gendys en détournant des trains afin d'intercepter Irys et Kaorys avant leur transfert vers Adorya.
L'équipe met le plan à exécution et arrive à la gare pour la découvrir ravagée par un combat entre Irys et Kaorys: en fonction des choix faits par le joueur au cours de l'aventure, une des sœurs a trahi l'autre, s'est alliée à Ayron en échange de Rosalya et est responsable du sabotage de Mantara. Les choses empirent quand Kaorys apprend la mort de Meos, qu'Irys lui a caché, les protagonistes tentent de raisonner la renégate, mais cette dernière tue accidentellement sa sœur et son chagrin déchaine d'énormes quantités de shi obscur qui corrompent Mantara.
Quand elle ne fait pas le poids face à l'équipe en combat singulier, la sœur renégate supplie Ayron de l'aider et ce dernier utilise une forme de shi interdite pour fusionner avec elle mais ils perdent, annulant la fusion, et la sœur renégate meurt de ses blessures. Chado achève Ayron en lui lançant un énorme menhir qui le fait tomber de Mantara, mais avant de lâcher prise, Ayron avertit Chado que les Shiness lui feront la même chose qu'à lui.
Le jeu finit par un cliffhanger. À bord d'un nouveau vaisseau, Chado et Terra explorent l'espace, toujours à la recherche des Terres de Vie, et quand Chado confie à Terra qu'il a peur de ce qui l'attend, Terra lui répond "un jour nous devrons faire face à ce que nous sommes... ce jour-là... auras-tu la force de nous pardonner?...".

## Distribution

### Voix maheriennes
Dans la version PC uniquement, les personnages sont interprétés en maherien par ces acteurs:
- Mathilde Boureau: Chado
- Brigitte Lecordier[6]: Poky
- Sophie Clavaizolle: Rosalya
- Tommy Lefort: Askel
- Kevin Bréro: Kayenne / Ayron
- Florence Ricaud: Mingane / Irys
- Bénédicte Coinon: Kaorys
- Éric Zoa: Nashoba
- Frantz Confiac: Meos
- Pauline Chabrol: Terra

### Voix anglaises
Dans toutes les versions, les personnages sont interprétés en anglais par ces acteurs:
- Tamara Ryan: Chado / Mingane
- Cristina Milizia: Poky / Sabba
- Stephanie Komure: Terra
- Brianna Knickerbocker: Rosalya
- Kiel Adams: Askel / un général adoryen
- John Doe: Kayenne / Meos / Ranahel / un soldat adoryen
- Sean Chiplock: Ayron / Nashoba / Reize / un villageois mantarien
- Jorjeana Marie: Irys
- Deborah Gatton: Kaorys

## Bande originale
La bande originale du jeu a été composée par Hazem Hawash, cofondateur du studio Enigami. Fruit de plusieurs années de travail, la bande originale de plus de deux heures de musique est sortie en version double CD collector chez Wayô Records et en ligne sur les plateformes iTunes, Google et Amazon. Une des pistes, Promised Hearts ~Summer~ est composée par Hiroki Kikuta (Secret of Mana), tandis que la chanson Maherian Dreams est interprétée en maherien par la chanteuse française Mioune.

## Développement
Samir Rebib commence à inventer l'univers de Shiness à l'âge de 7 ans et débute en 2005 la publication en ligne d'un manga alors intitulé The Shiness. L'idée de l'adapter en jeu vidéo nait quand il rencontre le musicien Hazem Hawash, qui devient le producteur du projet. Le jeu est annoncé en 2011 à la Japan Expo, d'abord sous le titre Shiness – Chapitre 1 : Le Royaume Étincelant, et le studio Enigami est fondé en 2014. Il est annoncé à la Gamescom 2015 que Shiness sera édité par Focus Home Interactive.
Parallèlement au développement du jeu, Enigami publie en ligne le manga Shiness: Chemins Croisés, remake partiel de The Shiness servant de préquelle au jeu. Cependant, le manga ne suit pas exactement la même continuité que le jeu et son déroulement en diffère par moments, par exemple Poky tombe accidentellement de l'Asanao-3 dans le manga alors qu'il saute volontairement dans le jeu.

### Financement
Pour financer le projet, le studio français lance en mai 2014 une campagne Kickstarter dans le but de réunir 100 000 $, la campagne termine avec 139 865 $ de soutien, permettant à Enigami d'engager plusieurs autres artistes et programmeurs pour s'ajouter à l'équipe.
En novembre 2014, Shiness reçoit le soutien du CNC à hauteur de 200 000 €.

## Accueil

### Critiques
Le jeu est bien reçu pendant son développement, remportant le prix du meilleur jeu manga lors de la Paris Games Week 2015, le prix de la meilleure surprise de Jeuxvideo.com lors de la Gamescom 2015 et le prix du meilleur jeu PC/console hardcore lors de la Game Connection 2014.
À sa sortie, Shiness reçoit un accueil plus mitigé. Plusieurs critiques louent le style graphique du jeu, Jeuxvideo.com trouve que "les quelques forêts, bâtiments, monts enneigés et autres zones variées offrent leur lot de dépaysement, en plus d'avoir un certain charme" et que "le character design est de son côté une franche réussite, avec des animations détaillées et des personnages et monstres au top", tandis que Gameblog trouve que "le design global est véritablement enchanteur et pourra plaire aux petits comme aux grands" et JeuxActu que "les premiers instants dans Shiness sont plutôt plaisant, notamment grâce au moteur Unreal Engine 4 qui offre à nos yeux un environnement très plaisant et coloré". Jeuxvideo.com critique cependant le level design, trouvant que "les différentes zones manquent terriblement de points d'intérêt et les traverser ne provoque aucun plaisir" et que "si cela peut s'avérer barbant la première fois, ça l'est encore plus lorsque vous vous rendez compte que vous allez effectuer de nombreux aller-retours entre les zones", un reproche partagé par JeuxActu, pour qui "on passe donc 90% de son temps à courir pour traverser des zones déjà arpentés des dizaines de fois, ce qui provoque très rapidement un sentiment de lassitude, qui s'estompe pour laisser place à une vraie déception entamant sérieusement la motivation du joueur".
Les musiques sont également bien reçues, Gameblog trouve qu'elles "collent parfaitement à l'univers" et Gamekult note que "l'OST recèle de belles envolées et de thèmes entraînants". L'histoire du jeu est moins bien accueillie, si pour Gameblog, "le scénario ne brille pas par son originalité, ni par son écriture assez basique - mais jamais déplaisante pour autant", Gamekult trouve que "le travail d'écriture cumule bien trop souvent les clichés du RPG comme il en pleuvait à l'époque de la PSone" et qu'on a "parfois du mal à se laisser happer par l'histoire", et Jeuxvideo.com juge que "les quelques dialogues humoristiques auraient pu faire mouche s'ils n'étaient pas si longs et, à la longue, barbants". Gameblog note néanmoins que le jeu "offre un monde d'une grande richesse" et salue les "magnifiques passages sous forme de BD légèrement animées".
Si l'originalité du système de combat est appréciée, les critiques le jugent gâché par des problèmes de caméra nuisant à la lisibilité, pour JeuxActu, "sur le papier, le système est excellent et exigeant, mais malheureusement, on passera plus de temps à pester qu'à s'amuser. La faute principalement à une caméra désastreuse", Gameblog trouve que la caméra "déconne à plein pot, se plaçant régulièrement dans des endroits incongrus, comme un élément du décor", et Jeuxvideo.com que "selon le moment, elle peut être considérée comme passable, pénible ou complètement catastrophique". Les critiques reprochent également les bugs du jeu, Gamekult lamente "les nombreux bugs récurrents de collisions, tous ces moments où les persos papillonnent sur place entre deux rochers" et pour Jeuxvideo.com, "passer à travers un mur (ou un ascenseur, une fois), voilà des choses qui risquent de vous arriver plus d'une fois au cours de votre aventure". Les énigmes sont quant à elles critiquées pour leur simplicité, Destructoid les trouve "sans inspiration, demandant si peu aux joueurs qu'elles paraissent évidentes et ennuyeuses", Jeuxvideo.com juge qu'elles "cassent rarement trois pattes à un canard et il s'agit plus souvent d'un simple A+B que d'une vraie phase de réflexion", et JeuxActu qu'on "passe finalement plus de temps à localiser les interrupteurs qu'à se demander comment les activer" .

### Ventes
Shiness ne rentre pas dans ses frais, provoquant la mise en redressement judiciaire d'Enigami le 3 juillet 2017. Le 19 décembre 2017, la liquidation judiciaire du studio est déclarée.